# Glücksforschung
Glücksforschung ist die Erforschung der Bedingungen, unter denen sich Menschen als glücklich bezeichnen und/oder glücklich sind. Die Wissenschaft vom Glück hat einen humanistischen Anspruch. Sie möchte zur Maximierung des menschlichen Glücks beitragen. In Deutschland ist sie seit den 1980er Jahren durch die Arbeit des Soziologen Alfred Bellebaum stark intensiviert worden.

## Gegenstand und Methoden der empirischen Glücksforschung

### Gegenstand
Um Glück zu messen, muss „Glück“ definiert werden. Zunächst wird zwischen dem Zufallsglück (englisch: luck) und Lebensglück (englisch: happiness) unterschieden. Wenngleich das Zufallsglück einen Einfluss auf das Lebensglück hat, steht es doch nicht im Fokus der Glücksforschung. Glück kann als das Ziel und der Sinn des Lebens bezeichnet werden, weil letztlich alle anderen Ziele nur auf das eigene oder das Glück anderer (und damit wieder auf das eigene) hinauslaufen. Der Soziologe Gerhard Schulze unterscheidet zwischen zwei Arten von Glück. Unter „Glück 1“ versteht er die Freiheit von Leid und Mangel (diese Glückskonzeption entspricht beispielsweise den Ansichten von Epikur und Schopenhauer). „Glück 2“, das schöne Leben, baut darauf auf. Die erste Variante des Glücks ist also nur die Vorstufe, die Möglichkeit zum Erlangen des wahren Glücks, da sich nach Schulze die Frage ergibt: Wofür lebt man, wenn nicht für das schöne Leben?

### Methoden
Die Beobachtung ist als Methode der Glücksmessung ungeeignet, da die Einschätzung des Glücks anderer Menschen nicht unabhängig von der eigenen Stimmung ist. Auch das Ableiten des Glückszustands eines Menschen aus seinen objektiven Lebensbedingungen führt zu keinen brauchbaren Ergebnissen, da verschiedene Menschen unter den gleichen Bedingungen verschiedene Glückslevel angeben. Die häufigste Methode ist daher die Befragung. Dabei ist es nicht Ziel zu beurteilen, ob das angegebene Glück objektiv gerechtfertigt ist. Glücksforscher bezeichnen das von ihnen erfragte Glück daher üblicherweise als subjektives Wohlbefinden (englisch subjective well-being, kurz: SWB). Fragen nach dem Glück müssen bezüglich Zeit und Kontext spezifiziert werden, damit vergleichbare Antworten erzeugt werden. Beispielhaft ist die Frage aus dem General Social Survey (GSS): „Alles in allem, wie würden Sie Ihren Zustand in letzter Zeit beschreiben – Würden Sie sagen, dass Sie a) sehr glücklich, b) ziemlich glücklich, oder c) nicht so glücklich sind?“
Bei Glücksumfragen treten die gleichen methodischen Schwierigkeiten auf, welche die Sozialforschung bei anderen standardisierten Befragungen hat. Die meisten dieser Probleme können mit intelligenter Fragebogenkonstruktion umgangen werden, wenn die kognitiven und kommunikativen Prozesse bei der Beurteilung des eigenen Wohlbefindens berücksichtigt werden.

## Disziplinen der Glücksforschung
Die Glücksforschung fasst alle Disziplinen zusammen, die sich zur Aufgabe gesetzt haben, die Bedingungen des Glücklichseins zu erforschen.

### Philosophische Glücksforschung
Siehe auch: Philosophie des Glücks
Die wohl älteste Befassung mit der Frage des menschlichen Glücklichseins stammt aus der Philosophie:
Von Aristoteles (384–322 v. Chr.) stammt die älteste überlieferte formale Definition des Glücks: Glück sei das, was der Mensch um seiner selbst willen anstrebt, und nicht, um etwas Anderes damit zu erreichen. Was Glück jedoch inhaltlich sei, bestimmte Aristoteles mit Hilfe des Ergon-Arguments: Jedes Lebewesen hat eine bestimmte Aufgabe (ergon), die sich aus seinen Möglichkeiten und Fähigkeiten ergibt. Da die Menschen vernünftig sind, ist ein glückliches Leben eines, in dem sie diese Fähigkeit ausbilden und anwenden. Glück ist für Aristoteles also kein subjektives Gefühl wie in der modernen Glücksforschung, sondern meint die objektive Erfüllung der vernünftigen Natur. Lust als subjektives Gefühl kann diese Erfüllung als Folge eines vernünftigen und tugendhaften Lebens ergänzen. Sie kann daher nicht direkt angestrebt, sondern nur indirekt erreicht werden.
Epikur (341–270 v. Chr.) definierte Glück anders als Aristoteles nicht positiv, sondern negativ als Abwesenheit von Schmerz und Bedürfnissen. Diese Philosophie liegt noch heute der Medizin zugrunde, die davon ausgeht, es genüge, Menschen zu heilen, um sie glücklich zu machen. Auch die Psychologie folgte bis Seligman dieser Ansicht. Daher beschäftigen sich bis heute nur wenige Psychologen mit dem Glück.
Der Glücksbegriff Senecas (1–65 n. Chr.) und der Stoiker ähnelt dem Epikurs: Glück sei natürlich und werde lediglich durch Einflüsse von außen gestört. Abhilfe versprechen sich die Stoiker von bewusst gepflegter Unempfindlichkeit gegenüber Einflüssen, sprichwörtlich geworden als „stoische Ruhe“.
Augustinus von Hippo (354–430 n. Chr.) schrieb, Glück sei, das zu bekommen, was man sich wünscht. Diese philosophische Definition liegt jenen Umfragen der soziologischen Glücksforschung zugrunde, die nach „Zufriedenheit“ forschen.
Wilhelm Schmid (* 1953) gilt als der wichtigste Glücks-Philosoph der deutschen Gegenwart. Er betont, dass er mit Glück eigentlich nichts zu tun haben wolle, aber von seinen Klienten immer wieder danach gefragt werde und daher über dieses Thema schreibe: „Viele Menschen sind plötzlich so verrückt nach Glück …“
Weitere sind Baltasar Gracián (Handorakel), Arthur Schopenhauer (Aphorismen zur Lebensweisheit), Friedrich Nietzsche (Also sprach Zarathustra) und Gertrud Höhler (Das Glück), die sich wie viele andere Philosophen ebenfalls mit dem Thema „Glück“ beschäftigt haben.

### Physiologische Glücksforschung
Mittels fMRI und EEG ist es möglich, die Durchblutung von Hirnarealen zu messen. In vielen Experimenten wurde in den letzten Jahrzehnten erforscht, welche Gefühle zu Aktivitäten welcher Gehirnareale führen. In diesem Zusammenhang wurden auch positive Emotionen und Glücksgefühl erforscht. So zeigt sich, dass eine höhere Aktivität des linken präfrontalen Cortex (PFC) stark mit einer offenen, neugierigen Haltung gegenüber Reizen korreliert, während eine höhere Aktivität des rechten PFC mit einer eher ängstlichen Rückzugshaltung korreliert. In weiteren Experimenten konnten Davidson u. a. eine entsprechende Verbindung zwischen Hirnaktivität und persönlicher Einschätzung des Glücks/der Zufriedenheit zeigen: Stärkere Aktivität des linken PFC korrelierte deutlich mit höherer subjektiver Zufriedenheit.

### Psychologische Glücksforschung
Der Beitrag der Psychologie zur Erforschung des Glücklichseins überschneidet sich in manchen Bereichen mit der empirischen und der soziologischen Glücksforschung. Er ist in erster Linie durch die handelnden Personen – Psychologinnen und Psychologen – definiert.
Michael Argyle (1925–2002) war einer der Pioniere der Psychologie des Glücks. Sein „Oxford Happiness Inventory“ (OHI) misst Glücklichsein nicht mit einer einzigen Frage, wie dies bei soziologischen Umfragen häufig vorkommt, sondern mit einem ganzen Fragenkatalog nach dem Vorbild der Neurotizismus-Tests von Eysenck und Maudsley. Noch wichtiger als seine Erkenntnisse ist ein Bekenntnis: „The research on happiness has not been theory driven“ (Der Glücksforschung geht keine Theorie voraus). Wohl stellt er Versuche fest, die beobachteten Gleichzeitigkeiten mit Erklärungen zu unterlegen, aber eine einheitliche Theorie des Glücklichseins fehlte in der Psychologie. Das bedeutet, dass sich die damalige Psychologie in erster Linie darauf beschränkt hat, das Glück als Erscheinung zu beobachten, ohne Theorien über seine Ursachen zu entwickeln und diese in der Folge experimentell zu überprüfen, wie dies zum Beispiel in der Naturwissenschaft zum Standard der Vorgangsweisen gehört.
In den nachfolgenden Jahren hat jedoch die überwiegend experimentell orientierte Psychologie die Frage gestellt, wie Gefühle und Erinnerungen auf die Beurteilung des eigenen Wohlbefinden einwirken und welche Urteilsprozesse dabei eine Rolle spielen. Viele dieser Ergebnisse sind in den von Strack, Argyle und Schwarz (1991) und von Kahneman, Diener und Schwarz (1999) herausgegebenen Sammelbänden zusammengefasst.
Zu Beginn des Jahres 1998 übernahm Martin E. P. Seligman, Professor an der University of Pennsylvania, für ein Jahr die Präsidentschaft der American Psychological Association (A.P.A.), der größten Psychologenvereinigung der Welt. In dieser Vereinigung ist es üblich, dass jeder Präsident ein Thema für sein Präsidentenjahr wählt. Schon an diesem ersten Tag seiner Amtszeit, eben am 1. Januar 1998, lud Seligman zwei Kollegen nach Akumal, Mexiko, um ihnen sein Thema vorzustellen: Die Psychologie sollte nicht mehr darauf beschränkt sein, Menschen von Leiden zu befreien, sie gleichsam „von minus 5 auf null“ zu bringen, sondern erstmals auch gesunde Menschen sinnvoll glücklich zu machen, also „von null auf +5“ zu heben. Eingeladen waren Ray Fowler, Geschäftsführer der A.P.A., und Mihály Csíkszentmihályi, der unter dem Kunstnamen „Flow“ psychologische Glücksforschung zu einer Zeit betrieben hatte, als sie in den Kreisen der Psychologen der USA noch verpönt war.

### Ökonomische Glücksforschung

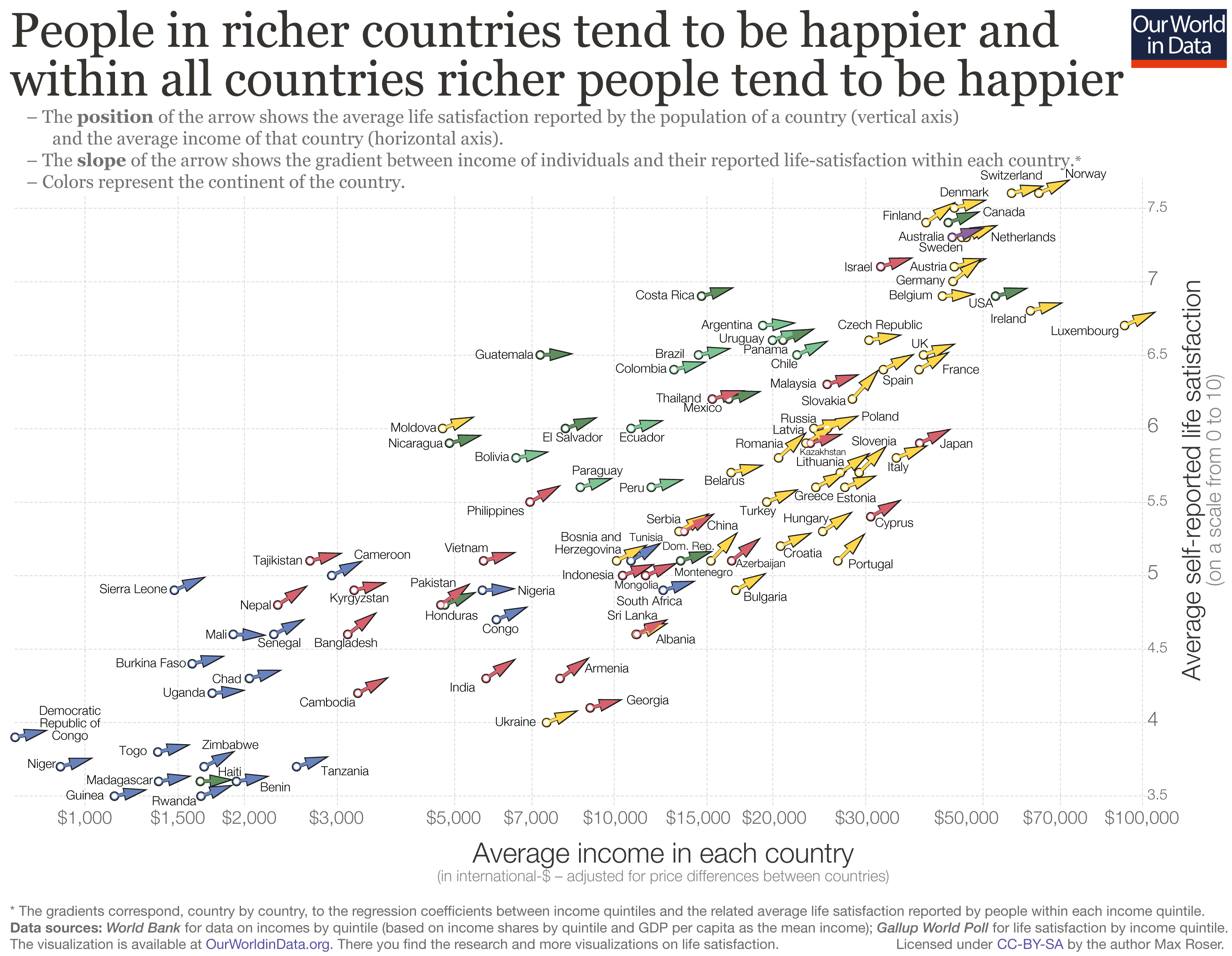
Reichere Länder sind tendenziell glücklicher als ärmere Länder (die Beobachtungen reihen sich um einen aufwärtsgerichteten Trend), und reichere Menschen innerhalb der Länder sind tendenziell glücklicher als ärmere Menschen in denselben Ländern (die Pfeile zeigen durchweg nach Nordosten).

Unter dem Titel „Happiness Economics“ hat sich auch die Wirtschaftsforschung der Glücks-Problematik angenommen. Man entdeckte, dass das Streben nach Glück eine wirtschaftliche Triebkraft ist.
Die Kehrseite dieses glücklichen Konsums ist der Stress, mit dem das dazu nötige Geld erarbeitet werden muss. Der Schweizer Ökonomie-Professor Mathias Binswanger spricht von einer „Tretmühle“, die dem Laufrad im Käfig eines gefangenen Hamsters ähnlich sei (Hedonistische Tretmühle). Abhilfe verspricht nach übereinstimmender Meinung mehrerer Fachleute ein Abkoppeln vom Zwang nach dem Mehr und ein ausgewogenes Verhältnis zwischen Leistung und Genuss („Work-Life-Balance“).
Herbert Laszlo sieht das Problem philosophisch als „Fluch des Epikur“. Epikur lehrte: „Wir brauchen immer dann eine Freude, wenn sie fehlt und wir darob leiden. Wenn wir aber nicht leiden, bedürfen wir ihrer nicht.“ Die Folge sei ein Marketing, das durch „Weckung von Bedürfnissen“ Leiden schaffe, weil man – laut Epikur – glaubt, glücklichen Menschen nichts verkaufen zu können. Ein weiteres Problem der Happiness Economics ist der Neid auf materielle Dinge. Der britische Ökonom Richard Layard untersuchte die persönliche Zufriedenheit in Abhängigkeit vom materiellen bzw. Zeit-Reichtum der umgebenden Personen. Die Teilnehmer der Studie fühlten sich deutlich weniger zufrieden, wenn die Umwelt in materiellen Dingen reicher war, während sie fast keinen Neid auf Zeitwohlstand (längeren Urlaub) zeigten. Er schließt daraus, dass eine aufs Gemeinwohl ausgerichtete Politik mit einer starken Steuerprogression den Anreiz beseitigen sollte, durch Mehrarbeit mehr materiellen Reichtum anzuhäufen. Da aber die persönliche Belastung durch Steuern von den meisten Menschen stärker wahrgenommen wird als die Vorteile der Umverteilung bzw. die positiv lenkenden Effekte hin zu reduzierter Erwerbsarbeit, ist die erste Reaktion der meisten Menschen gegenüber höheren Steuern ablehnend.
Der Ökonom Wolfgang Maennig und sein Team haben sich mit den zeitabhängigen Effekten auf Glück und Lebenszufriedenheit beschäftigt und hier auch geschlechtsspezifische und bildungsabhängige Unterschiede nachgewiesen.

### Sozialwissenschaftliche Glücksforschung
„Glücks“-Vorstellungen sind sozialwissenschaftlich zunächst eher in ethnologischen oder religionssoziologischen Zusammenhängen untersucht worden (vgl. Heil). Machiavelli hat analytisch die Fortuna (Fortüne) als Voraussetzung politischen Erfolgs behandelt. Marx und Engels haben sich bei der Konzeptualisierung der klassenlosen Gesellschaft sehr zurückgehalten. Bei den soziologischen Klassikern kann man konstatieren, dass sie eher Themen des „Unglücks“ zu Ausgangspunkten nahmen.
Eine der ältesten Beschäftigungen mit dem Problem des menschlichen Glücklichseins ist jener Zweig der empirischen Sozialforschung (nicht zu verwechseln mit der empirischen Glücksforschung), der sich selbst „Glücksforschung“, in manchen Quellen auch „Glücksmessung“, nennt.
Die soziologische „Glücksmessung“ geht von der Überlegung aus, dass es möglich sein müsste, durch Befragung festzustellen, unter welchen Bedingungen Menschen mehr oder weniger glücklich sind. In diesen Befragungen werden verschiedene Glücksindikatoren ermittelt.
In Deutschland gründete und führt der (mittlerweile emeritierte) Professor für Soziologie der Universität Koblenz-Landau Alfred Bellebaum das „Institut für Glücksforschung“ in Vallendar. Doyen der niederländischen Glücksforschung ist der niederländische Professor Ruut Veenhoven. Er betreibt an der Erasmus-Universität Rotterdam eine umfangreiche Datenbank, in der alle von ihm als wissenschaftlich anerkannten Arbeiten zum Thema Glücklichsein gesammelt sind. Seine Dissertation unter dem Titel Conditions of Happiness (Bedingungen des Glücklichseins, eingereicht am 12. Juni 1984 an der Erasmus-Universität Rotterdam) wurde für die soziologische Glücksforschung wichtig. Angesichts der großen Zahl derartiger Befragungen kommt den Sekundärauswertungen große Bedeutung zu, in denen die Ergebnisse mehrerer Befragungen entweder zeitgleich oder als zeitliche Entwicklung untersucht und ausgewertet werden.
Vor allem die Befragungen der kulturvergleichenden Sozialforschung, in denen das Glücks-Niveau einzelner Länder verglichen wird, haben großes Medienecho. Unabhängig davon gibt es eine unübersehbare Ratgeberliteratur zum Thema „Wie werde ich glücklich?“.
Eine Wirkung der soziologischen Glücksforschung auf Politik und Lebensführung beginnt sich erst zu entwickeln, da der Forschungszweig erst in jüngster Zeit größere Aufmerksamkeit erfährt. Mittlerweile erhebt Großbritannien landesweit neben anderen Nachhaltigkeitsindikatoren auch das subjektive Wohlempfinden seiner Einwohner, um bessere Politik machen zu können.
Untersuchungen zeigen, dass die Bereitschaft, sich als glücklich zu bezeichnen, nicht im gleichen Ausmaß steigt wie der Lebensstandard, bzw. sogar mit steigendem Lebensstandard abnehmen kann. Im Bereich angewandter Forschung hat Ernst Gehmacher 1986 gemeinsam mit Giselher Guttmann im Auftrag des damaligen österreichischen Bauministers Heinrich Übleis eine Studie erstellt, welche die soziologische Glücksforschung für die Planung einer Autobahn nutzbar machen sollte.
Die amerikanische Psychologin Sonja Lyubomirsky kritisiert, dass Umfragen nicht in der Lage seien, die Frage zu beantworten, was zuerst komme: das Glück oder dessen Begleitumstände. Zum Beispiel gebe die Beobachtung, dass Menschen mit starken sozialen Bindungen glücklicher sind als der Durchschnitt, keine Auskunft darüber, ob Freunde glücklich machen oder glückliche Menschen leichter Freunde gewinnen.
Diese Kritik wird mittlerweile jedoch von einigen Forschern aufgenommen, indem sie Langzeitstudien durchführen, um zu ermitteln, in welche Richtung die Kausalität geht.

### Experimentelle Glücksforschung und Optimale Belastung
Die experimentelle Glücksforschung ist eine der jüngsten Formen der Glücksforschung. Das IFEG – Institut für experimentelle Glücksforschung wurde am 4. Dezember 2002 gegründet, stützt sich aber auf die Vorarbeit von Herbert Laszlo, der sich schon seit 1976 systematisch mit den Fragen des Glücklichseins und seiner Ursachen befasst.
Basis der experimentellen Glücksforschung ist die Lehrmeinung, dass nur Experimente einen Zusammenhang von Ursache und Wirkung klären können, Umfragen hingegen nur Korrelationen. Sozialpsychologe Werner Herkner formuliert: „Mit Korrelationsdaten allein kann sich eine Wissenschaft, die auf Herstellung brauchbarer Theorien abzielt, nicht zufriedengeben.“
Die experimentelle Glücksforschung erkennt ausdrücklich das Postulat der Kausalität in jener Weise an, in der es auch in der Naturwissenschaft gilt: als Auftrag, zu jeder Beobachtung eine geeignete, glaubwürdige Ursache zu suchen.
Auf dieser Basis hat die experimentelle Glücksforschung folgende Definitionen und Theorien entwickelt:

#### Definitionen
Glück ist ein Hochgefühl, das vom Wunsch nach Fortdauer gekennzeichnet ist, solange es andauert und vom Wunsch nach Wiederkehr, wenn man sich seiner erinnert. Seine ekstatischen Momente heben diesen Gemütszustand über die Genugtuung oder die Zufriedenheit hinaus.
Zur Präzisierung sind dieser Definition die als „partielle Charakterisierungen“ nach Eike von Savigny folgende Grundbegriffe beigefügt:
1. Gemütszustand (englisch „State of Mind“) ist ein inneres Erleben, das auch mit negativen Gefühlen einhergehen kann. Die Erfahrung zeigt, dass auch Trauer oder Angst zu einem Zustand führen können, der bewusst und ohne Zwang angestrebt wird. Beispiele sind das Fahren in der Berg-und-Tal-Bahn und die sogenannte „russische Melancholie“.
2. Wunsch ist ein spontaner Akt der Appetenz, der auch gegen das bewusste „Wollen“ auftreten kann. Auch das, was man sich wünscht, aber aus rationalen Gründen nicht „will“, ist Glück.
3. Fortdauer betrifft den Gemütszustand, nicht aber die Bedingungen, unter denen er entstanden ist. Im Gegenteil, Beobachtungen lassen darauf schließen, dass lediglich ständige, überraschende Veränderungen den Gemütszustand aufrechterhalten, den wir als Glück bezeichnen.
4. Wiederkehr versteht sich hier als Gegenstand des Wünschens unabhängig von der realen Möglichkeit.

Glück nach dieser Definition entspricht weitgehend der eudaimonía nach Aristoteles (Die Nikomachische Ethik), dem „Flow“ nach Mihály Csíkszentmihályi und (ungeachtet der dort fehlenden Definition) der „Selbstverwirklichung“ nach Abraham Maslow.

#### Theorie der optimalen Beanspruchung
Glück entsteht – nicht nur, aber auch – durch eine Beanspruchung, welche die Fähigkeiten des Menschen optimal ausnützt. Laszlo hat dafür den Begriff „optimale Beanspruchung“ geprägt.
Auch dazu die partielle Charakterisierung der verwendeten Grundbegriffe mit Bedeutung für diese Theorie: Beanspruchung ist die Summe der Auswirkungen von Belastungsparametern auf den Organismus. Belastung ist zu verstehen als Summe aller auf das Individuum einwirkenden Arbeits- und Leistungsparameter. Konkret handelt es sich um eine Information von außen oder von innen, zu der auch Entscheidungen des Menschen gehören und die den Menschen zu einem Einsatz seiner Fähigkeiten veranlasst. Diese Information kann verbal, aber auch nonverbal zum Beispiel durch eine Beobachtung oder ein Geräusch erfolgen. Auch die Beanspruchung durch Schicksalsschläge oder durch die Gemeinschaft („Mobbing“) ist von diesem Begriff umfasst und kann im weitesten Sinn als „Information“ verstanden werden.
Belastbarkeit umfasst neben körperlichen und geistigen Kräften auch Fähigkeiten, Fertigkeiten und Persönlichkeitseigenschaften, Leistungsbereitschaft und Motivation. Diese Parameter bilden eine Einheit mit den Belastungsparametern und beeinflussen mit diesen gemeinsam die Beanspruchung. Fähigkeiten und Fertigkeiten sind alle Möglichkeiten des Menschen, seine Aktivitäten zu steuern, und zwar auch in Richtung auf Beruhigung. Diese Theorie entspricht weitgehend dem „Flow-Kanal“ nach Csikszentmihalyi  und dem „Eustress“ nach Hans Selye. Die Österreichische Akademie für Arbeitsmedizin hat für die Anwendung dieser Theorie im Arbeitsleben den Ausdruck „Felicitogenese“ geprägt.

#### Theorie des Regelkreises von Stress und Langeweile
Die experimentelle Glücksforschung stützt sich auf die von Norbert Wiener entwickelte Kybernetik, die Lehre von Regelkreisen. Wiener kennt neben den Regelkreisen, die einen Wert in einer bestimmten Bandbreite konstant halten, wie zum Beispiel die Regelung der Körpertemperatur, auch Regelkreise, die „übersteuern“ und damit unkontrollierte Ausschläge nach beiden Seiten erzeugen. Ein Beispiel ist die Körpertemperatur bei manchen Infektionskrankheiten, die zwischen Fieber und Schüttelfrost schwankt.
Die experimentelle Glücksforschung geht davon aus, dass der Regelkreis der kurzfristigen Beanspruchung von Menschen im Sinne Wieners „übersteuert“, also zu unerwünschten Schwankungen zwischen Langeweile und Stress führt. Sie sucht aktiv nach Möglichkeiten, diese Übersteuerung auszuschalten.

### Angewandte Glücksforschung
Hierher gehören alle Versuche, aus persönlichen Glückserlebnissen und deren Begleitumständen allgemeine Regeln abzuleiten, nach denen Menschen glücklich werden können, in erster Linie repräsentiert durch die umfangreiche Ratgeberliteratur.
Das Institut für experimentelle Glücksforschung (IFEG) sammelt seit 2004 entsprechende Glücks-Ratschläge aus Medien im deutschen und englischen Sprachraum, als Wissenschaftsförderung unterstützt vom Wiener Medienbeobachtungsdienst Observer. Ferner existiert ein umfassendes Archiv der auf diesem Gebiet erschienenen Bücher aus Vergangenheit und Gegenwart. An der systematischen Aufarbeitung des auf diesem Gebiet vorliegenden Materials wird gearbeitet. Dabei geht es vor allem um die folgenden Fragen:
- Welche Ratschläge werden besonders oft erteilt?
- Welche Widersprüche gibt es gegen diese Ratschläge und zwischen diesen Ratschlägen?
- Welche möglichen Vorurteile und Nebenabsichten könnten hinter den jeweiligen Ratschlägen stecken?